# Leo Burnett Building
Il Leo Burnett Building è un grattacielo di Chicago, in Illinois.

## Caratteristiche

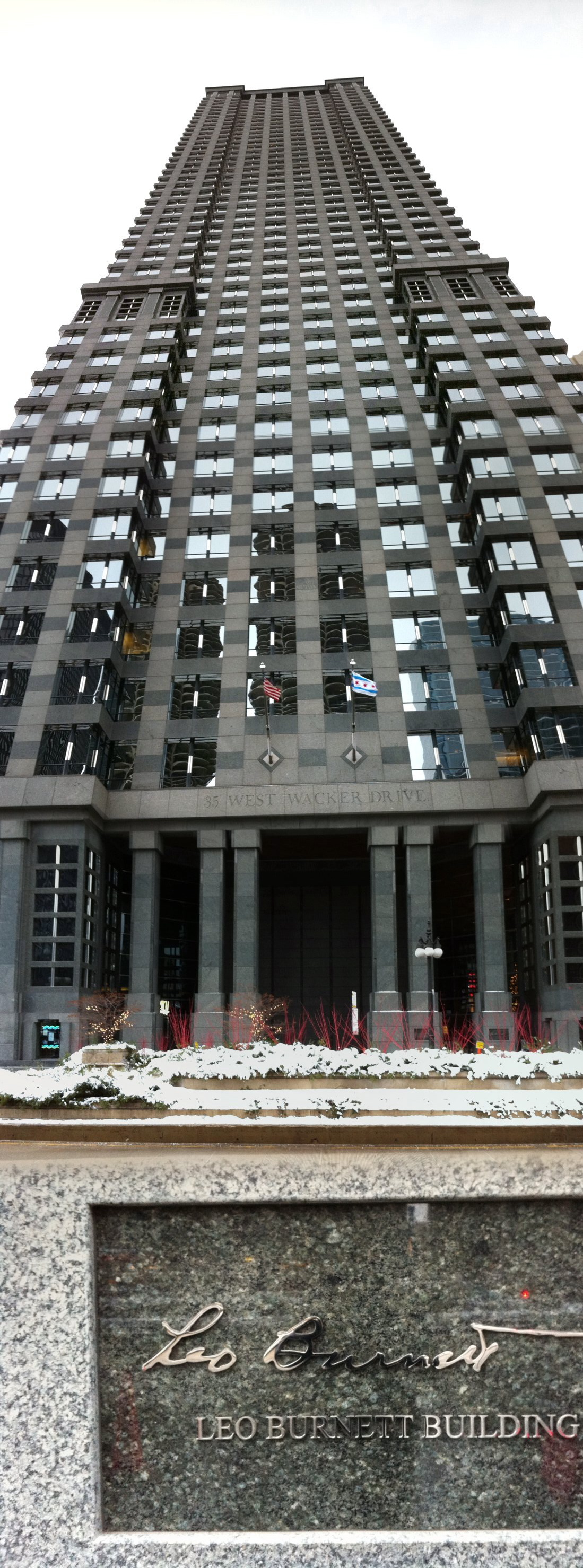
L'edificio visto dalla strada

L'edificio, inaugurato nel 1989 è alto 193 metri e all'apertura era il dodicesimo edificio più alto della città.
Ospita l'agenzia pubblicitaria Leo Burnett Worldwide, di proprietà di Publicis, da cui deriva il suo nome. L'edificio ospita anche lo studio legale di Winston e Strawn e il ristorante Catch 35. L'agenzia di servizi multimediali Starcom Worldwide, anch'essa di proprietà di Publicis, ha sede nell'edificio. RR Donnelley vi ha spostato la sua sede centrale nel maggio 2015. Le agenzie pubblicitarie di Media Performics, Digitas e Spark Foundry si sono trasferite nell'edificio nel 2018.